# Igreja de Santa Maria Madalena (Madalena)
A Igreja de Santa Maria Madalena localiza-se na freguesia da Madalena, vila e concelho de mesmo nome, na Ilha do Pico, nos Açores.

## História
Ignora-se a fundação deste templo situado junto ao porto da vila, fronteiro ao mar.
Por volta de 1871, Silveira de Macedo regista que ela era "o primeiro templo da ilha em grandeza e magnificência", e que acabara de ser reparado pela Repartição das Obras Públicas. Por essa época, a igreja conservava a sua primitiva traça: três portas e dois andares de janelas, não tendo frontispício, nem grimpas nas torres.
Posteriormente foi decidido construir-lhe outra frente, mais elegante e com maior imponência. Foi-lhe então conferida a atual feição, com uma só série de janelas, uma única porta com uma espécie de galilé e duas torres com grimpas, apresentando a particularidade de toda a mesma frente ser coberta de azulejos brancos.
Todas essas obras, porém, não afectaram o interior, o qual foi restaurado com o melhor critério pelo respectivo vigário, Padre Tomás Pereira da Silva Medeiros. Todas as cantarias têm sido limpas da caliça, diligenciando-se também o douramento das talhas de várias capelas e dos púlpitos. A capela-mor apresenta riquíssimos azulejos sobre a vida de Santa Maria Madalena.
Em fins do ano de 1953 a capela-mor foi valorizada com belos vitrais alusivos àquela Santa. Mais recentemente um luso-americano, natural da Madalena, ofereceu para a imagem da santa uma rica coroa de ouro.